# That’s the Way It Is
That’s the Way It Is (englisch für „So ist es eben“) ist ein Lied der kanadischen Sängerin Céline Dion aus dem Jahr 1999.

## Hintergrund
Musik und Text stammen von Andreas Carlsson, Kristian Lundin und Max Martin. Die Produktion erfolgte durch Lundin und Martin.
Das Lied erschien erstmals als Single am 1. November 1999 durch das Musiklabel Columbia Records mit dem Weihnachtslied I Met An Angel (On Christmas Day) als B-Seite. Zwei Wochen später, am 15. November 1999, erschien es als Teil der Kompilation All the Way… A Decade of Song.
That’s the Way It Is handelt von dem lyrischen Ich, das die Gedanken ihres Gegenüber lesen kann: Sie kenne seine Geschichte und sehe, was er gerade durchmache. Wenn er zu sich stehe, werde er seinen Weg finden, in einer Sache, die sich Liebe nennt.

## Kommerzieller Erfolg

### Chartplatzierungen
| ChartsChartplatzierungen       | Höchstplatzierung | Wochen |
| ------------------------------ | ----------------- | ------ |
| Deutschland (GfK)              | 8 (16 Wo.)        | 16     |
| Frankreich (SNEP)              | 6 (15 Wo.)        | 15     |
| Kanada (MC)                    | 5 (30 Wo.)        | 30     |
| Österreich (Ö3)                | 8 (15 Wo.)        | 15     |
| Schweiz (IFPI)                 | 5 (23 Wo.)        | 23     |
| Vereinigte Staaten (Billboard) | 6 (28 Wo.)        | 28     |
| Vereinigtes Königreich (OCC)   | 12 (13 Wo.)       | 13     |

| ChartsJahrescharts (2000)      | Platzierung |
| ------------------------------ | ----------- |
| Deutschland (GfK)              | 83          |
| Schweiz (IFPI)                 | 43          |
| Vereinigte Staaten (Billboard) | 28          |

### Auszeichnungen für Musikverkäufe
| Land/Region                  | Auszeichnungen für Musikverkäufe (Land/Region, Auszeichnung, Verkäufe) | Verkäufe |
| ---------------------------- | ---------------------------------------------------------------------- | -------- |
| Australien (ARIA)            | Gold                                                                   | 35.000   |
| Belgien (BRMA)               | Gold                                                                   | 25.000   |
| Deutschland (BVMI)           | Gold                                                                   | 250.000  |
| Frankreich (SNEP)            | Silber                                                                 | 125.000  |
| Neuseeland (RMNZ)            | Gold                                                                   | 15.000   |
| Schweden (IFPI)              | Platin                                                                 | 30.000   |
| Vereinigtes Königreich (BPI) | Gold                                                                   | 400.000  |
| Insgesamt                    | 1× Silber · 5× Gold · 1× Platin ·                                      | 880.000  |

Hauptartikel: Céline Dion/Auszeichnungen für Musikverkäufe